# Кропані (Кетовський район)
Кро́пані (рос. Кропани) — село у складі Кетовського району Курганської області, Росія. Входить до складу Новосидоровської сільської ради.
Населення — 621 особа (2010, 607 у 2002).